# ليسانس-ماجستير-دكتوراه
ليسانس-ماجستير-دكتوراه أو اختصارا أل أم دي هو نظام تعليمي جديد تم إنشاؤه في فرنسا تنفيذا لمشروع برنامج بولونيا الذي يقضي بإنشاء فضاء جامعي قبل سنة 2010 متطابق في دول الاتحاد الاوربي، تم بدأ العمل بنظام (أل أم دي) في فرنسا سنة 1998، تم اعتماد نظام أل أم دي في بعض الدول العربية اقتداء بالدول الاوربية، ما يميز نظام (أل أم دي) هو طريقة التقييم التي تختلف عن النظام الكلاسيكي، فالظفر بالشهادة يكون بعد حصول الطالب على 180 رصيدا بمعدل 30 رصيدا في كل سداسي. والرصيد هو وحدة تقييم تحدد وفق العمل الذي ينجزه الطالب والذي يتمثل في مدى انضباطه بالدروس، عمله الشخصي، تربصه، المذكرة المقدمة.

## مبادئ نظام (أل أم دي)
- نظام مؤسس على أساس ثلاث شهادات فقط وهي (ليسانس، ماجستير، دكتوراه)
- تنظيم الدراسة عن طريق السداسيات والواحدات التعليمية.
- في أوروبا تم تحديد مجموعة من الوحدات الدراسية تدرس للطلبة في كامل دول الاتحاد الأوروبي ليتم من خلالها معرفة مستوى الطالب وإمكانية تحويله.
- في أوروبا يتم تسليم (ملحق الديبلوم) للطالب بعد تخرجه لتسهيل تنقله ومعرفة قدراته.

## الشهادات المسلمة
- ليسانس: يسلم بعد ثلاث سنوات دراسة أي (180 وحدة).
- ماستر: يسلم بعد سنتي دراسة أي (120 وحدة).
- دكتوراه: في أوروبا تسلم بعد ثلاث تسجيلات في مدرسة للدراسة العليا (École Doctorale) أي بعد حوالي سنتي دراسة ومناقشة مذكرة لنهاية الدراسة.

## تونس
نظام أمد (الإجازة، ماجستير، دكتوراه) هو نظام التعليم العالي الجديد في تونس، بدأ تطبيقه في سبتمبر 2006.

## وصلات خارجية
- (بالعربية) (بالفرنسية) (بالإنجليزية) التحوّل إلى نظام «أمد» في تـونس